# Brechin (circonscription du Parlement d'Écosse)
Brechin dans le Forfarshire était une circonscription de Burgh qui a élu un Commissaire au Parlement d'Écosse et à la Convention des États.
Après les Actes d'Union de 1707, Brechin, Aberdeen, Arbroath, Inverbervie et Montrose ont formé le district de Elgin, envoyant un membre à la Chambre des communes de Grande-Bretagne.

## Liste des commissaires de burgh
- 1661: George Steill, bailie [1]
- 1665 convention: David Donaldson the elder, baili [2]
- 1667 convention: John Kinloch, marchand, bailli [3]
- 1669–74: James Strachan [4]
- 1678 convention, 1681–82: David Donaldson le jeune, doyen de la guilde [4]
- 1685–86: Francis Mollyson, baili [5]
- 1689 convention, 1689–93: Henry Maule of Kellie (déclaré absent, 1693) [6]
- 1693–1701, 1702–07: Francis Mollyson, doyen de la guilde [7]